# Calacadia ambigua
Calacadia ambigua är en spindelart som först beskrevs av Hercule Nicolet 1849.  Calacadia ambigua ingår i släktet Calacadia och familjen Amphinectidae. Inga underarter finns listade.